# Scardamia bractearia
Scardamia bractearia là một loài bướm đêm trong họ Geometridae.